# (16488) 1990 RX8
A (16488) 1990 RX8 a Naprendszer kisbolygóövében található aszteroida. Henry E. Holt fedezte fel 1990. szeptember 13-án.